# Lijst van weg- en veldkapellen in Weert
Dit is een onvolledige lijst van veldkapellen in de gemeente Weert. Kapelletjes komen vooral in het zuiden van Nederland voor en werden dikwijls gebouwd ter verering van een heilige.
Alleen de veldkapelletjes staan in onderstaande tabel, grote kapellen zijn buiten beschouwing gelaten.
| Kapel                                            | Adres                                      | Plaats         | Bouwperiode  | Architect | Foto                       |
| ------------------------------------------------ | ------------------------------------------ | -------------- | ------------ | --------- | -------------------------- |
| Sint-Antoniuskapel                               | Altweerterkapelstraat 6                    | Altweert       | 18e eeuw     |           |                            |
| Onze-Lieve-Vrouw-van-Bijstand-in-Noodkapel       | Princenweg 13                              | Boshoven       |              |           |                            |
| Sint-Odakapel                                    | Schansbeemdweg                             | Boshoven       | 15e eeuw     |           |                            |
| Kampershoekkapel                                 | Edisonstraat                               | Laar           | 20e eeuw     |           |                            |
| Mariakapel (niskapel)                            | Rakerstraat-Boeketweg                      | Laar           |              |           |                            |
| Sint-Sebastiaankapel                             | Sint-Sebastiaanskapelstraat 5a             | Laar           | 18e eeuw     |           |                            |
| Klotjeskapel of Koningin-van-de-Vredekapel       | Horsterweg                                 | Stramproy      | 1950         |           |                            |
| Heyerkapel                                       | Kapelstraat 8                              | Stramproy-Hei  | 1853         |           |                            |
| Sint-Jobkapel                                    | Lochtstraat bij 6                          | Stramproy-Hei  | 1500 en 1986 |           |                            |
| Maoskapel of Heilig-Hartkapel                    | Molenweg                                   | Stramproy      | 1950         |           |                            |
| Breyvinkapel                                     | Neelestraat                                | Stramproy      | 1805         |           |                            |
| Vredesmonument                                   | Prinses Beatrixstraat-Prins-Bernhardstraat | Stramproy      | 1945         |           |                            |
| Neelkeskapel (niskapel)                          | Vloedmolenweg 10                           | Stramproy      | 1918         |           |                            |
| Heilige-Maagdenkapel                             | Coolenstraat 34                            | Swartbroek     | 1882         |           |                            |
| Sint-Servatiuskapel                              | Ittervoorterweg 60                         | Swartbroek     | 1874 en 1997 |           |                            |
| Onze-Lieve-Vrouw-van-Altijddurende-Bijstandkapel | Tungeler Dorpsstraat                       | Tungelroy      | 1902         |           |                            |
| Moeselkapel                                      | Irenelaan                                  | Weert          | 1912         |           |                            |
| Sint-Jobkapel                                    | Leukerschansstraat                         | Weert-Leuken   | 1988         |           |                            |
| Sint-Rumolduskapel                               | Molenpoort 27                              | Weert          |              |           |                            |
| Sint-Donatuskapel                                | Sint-Donatuskapelstraat                    | Weert-Hushoven | 1868-1872    |           | Sint-Donatuskapel Hushoven |
| Mariakapel                                       | Lichtenberg                                | Weert          |              |           |                            |
| Mariakapel                                       | Ursulinenhof                               | Weert          |              |           |                            |